# 黎景恂
黎景恂（越南语：／，？—1416年），一作黎景詢，字子謀，安南属明时期学者。

## 生平
黎景恂为上洪州唐安县慕澤社（今海阳省平江县新鴻社慕澤村）人，祖籍淳祐縣老竦社（今清化省厚祿縣），陳朝諒江知府黎汝猷之子。陈废帝昌符年间，黎景恂参加乡试，中举人，後又在太學生試中中選，為下齋。胡朝開大五年（1407年），明朝侵略安南，推翻胡朝。然而，明朝却以陈朝子孙绝灭为由，直接在安南设置郡县。黎景恂作《万言书》，献给明朝任命的土官参议裴伯耆，有上、中、下三策，大意是：明国既然有诏书赐给裴伯耆，承诺胡氏被擒后选择陈氏子孙继位，以阁下为辅佐之臣。然而明朝却直接设立布政使司，授予阁下高官，却只给陈氏祭祀之人。阁下若能奏明官吏耆老，使明朝册封陈氏，是上策；不能实现，就请求辞职，担任陈氏的祠官，这是中策；如果阁下贪恋高官厚禄、苟且偷生，就是下策。
後來裴伯耆因貪污被明朝逮捕之后，在其家中搜查出此书信，因此明朝对黎景恂进行通缉。然而因为交趾局势混乱，他已不知所踪。后来明朝在交州府新设学校，他担任教授。永樂九年（1411年），黎景恂被明朝逮捕，押送金陵，关进锦衣卫监狱。黎景恂三個兒子追隨父親到鎮南關，都想陪父親前往金陵。黎景恂要長子黎太颠陪伴，而命令两个小儿子黎少颖、黎叔顯回家，“奉祀以報君父之仇”。他在监狱里被关了五年，与儿子黎太颠都病死在里面。
黎少颖和黎叔顯回家後入學讀書，後被明朝官員黃福收為養子。

## 評價
- 武瓊《大越通鑑通考》：《萬言》之書，忠貫日月，《七斬》之疏，義動鬼神。[1]
- 脫軒《詠史詩》：“上庠劍瑟一書生，三策拳拳許國情。萬里虜庭終不屈，父忠子孝兩成名。”[1]
- 黎景恂玄孫黎光賁詩：“趨庭詩禮講明諳，自勵懸弧壯志酣。蹇蹇匪躬誠協一，拳拳許國策陳三。紀綱自任他奚恤，鼎鑊如飴死亦甘。纍世并蒙忠義報，光前事業振天南。”[1]
- 嗣德帝《御制越史總詠集》：“三策慇懃筆吐華，還將教職奉陳家。金陵一去雙魂斷，未向深山問夢葩。”[3]

## 子女
黎景恂有三子。
- 長子黎太颠，隨父前往金陵，病死獄中。
- 次子黎少穎，黎太祖時出使明朝，探聽父兄下落。
- 三子黎叔顯，任諒江鎮宣撫使。

叔顯孫黎鼐為後黎朝狀元，黎鼒為進士，黎鼐子黎光賁亦為進士。